# Tarzan & Jane (Toy-Box)
Tarzan & Jane is een nummer van de Deense danceact Toy-Box uit 1999. Het is de eerste single van hun debuutalbum Fantastic.
Als debuutsingle leverde "Tarzan & Jane" Toy-Box meteen een grote hit op. Het bereikte de 2e positie in hun thuisland Denemarken. Ook elders in Europa werd het nummer een succes en groeide het uit tot een eurodanceklassieker. In de Nederlandse Top 40 werd de 2e positie gehaald, terwijl de plaat in Vlaanderen weer minder succes kende met een 2e positie in de Tipparade.